# Macromitrium flavopilosum
Macromitrium flavopilosum är en bladmossart som beskrevs av Robert Statham Williams 1911. Macromitrium flavopilosum ingår i släktet Macromitrium och familjen Orthotrichaceae. Inga underarter finns listade i Catalogue of Life.